# Névé (bande dessinée)
Pour les articles homonymes, voir Névé (homonymie).
Névé est une série de bande dessinée. C'est le récit en cinq tomes de l'initiation de Névé, adolescent marqué par la mort de son père lors de l'ascension de l'Aconcagua.
- Scénario : Dieter
- Dessins : Emmanuel Lepage
- Couleurs : Marie-Paule Alluard

## Synopsis
Névé est un jeune adolescent, cadet d'une famille d'alpinistes. Pendant un voyage en Argentine, lors de l'ascension de l'Aconcagua par son père Stan, sa tante Marlène et Sophie, il reste dans la plaine avec son cousin Laurent. Peu avant le début de l'expédition, il rêve de la mort de son père qui ne le croit pas ; Névé va culpabiliser jusqu'à ce qu'advienne l'événement.
Par la suite, les quatre tomes suivants racontent l'adolescence et le début de la vie adulte de Névé. Marqués par cette tragédie, sa tante, son cousin et lui ont du mal à retrouver la liberté et la joie de vivre. Pour cela, Névé va faire des rencontres qui vont finalement le réconcilier avec lui-même.

## Personnages principaux
- Névé : jeune adolescent au début de la série, est le héros de l'histoire. C'est par son regard que le lecteur voit les situations, chose qui permet de comprendre certaines cases (5e case de la planche 21 du tome 5 par exemple).
- Stan est le père de Névé, alpiniste sévère dont le seul but est d'atteindre le sommet.
- Marlène, la tante de Névé, sombre dans la dépression après l'expédition de l'Aconcagua. Elle finit par s'en sortir à l'aide d'un groupe de pensée qui possède un ashram au Népal.
- Laurent, le cousin de Névé, devient son tuteur légal après le drame de l'Aconcagua. Les deux jeunes hommes ont du mal à cohabiter, mais finissent par s'allier autour du sort de Marlène.
- Léon est un vieil homme magouilleur que Névé rencontre à La Réunion lors de la disparition de Laurent dans les cirques de l'île. Il aide Névé à le retrouver.
- Emily, jeune Irlandaise en vacances en Savoie, est le premier amour de Névé. Elle disparaît un beau matin. Recevant une lettre d'elle, Névé décide d'aller la retrouver en Irlande. Il découvre que la famille d'Emily vit dans une ancienne abbaye assez sinistre.
- Singh est le maître à penser de la communauté à laquelle adhère Marlène après sa sortie de l'hôpital psychiatrique. Il dirige un âshram, au Népal.
- Le groupe de randonnée du tome 5 se compose du dynamique Hervé, du vantard Pierre, de Laure difficile à vivre, et de Marion et Alexandre, deux étudiants qui sont sortis ensemble. Ce dernier a du mal à se remettre de la rupture.

## Commentaires
La préface de l'édition intégrale par le scénariste Serge Le Tendre apporte au lecteur une analyse de la série. D'après lui, Névé tombe, métaphoriquement parlant, depuis que son père a choisi l'auto-destruction dans l'ascension de l'Aconcagua. Les auteurs se servent de rencontres inattendues pour faire découvrir au héros avec « beaucoup de pudeur... ici, le bonheur de l'amitié...  là, la fragilité des premières amours... là encore la douloureuse réconciliation avec le passé » ; chacune des parties fait référence aux trois tomes centraux : la rencontre avec Léon dans le tome 2, celle avec Emily dans le tome 3, le voyage au Népal avec Marlène dans le tome 4. Pour finalement arriver avec « la plus délicate de toutes les rencontres, la plus retenue aussi, celle qui déterminerait, dans une merveilleuse pirouette, comment Névé, devenu adulte, allait rebondir et se libérer », la rencontre dont la révélation dans le dernier tiers du tome 5 fait basculer la vie du personnage.
La liberté est le fil rouge de la série. Subissant les décisions de son père dans le premier tome, Névé et ses deux parents doivent se libérer eux-mêmes petit à petit : Névé rendant sa liberté à Laurent dans le tome 2 à La Réunion et à Marlène au Népal. Si, dans le tome 3, Névé décide d'agir et de suivre en Irlande Emily, c'est pour découvrir qu'elle est prisonnière de sa propre famille. Au cours du tome 5, Névé est toujours englué dans son quotidien : un travail de bureau à l'office du tourisme de Chambéry, une petite amie qui ne l'intéresse plus, un groupe de randonnée qu'il doit diriger sans s'attacher. C'est dans les dernières pages qu'il décide de faire ce qu'il veut vraiment, sans plus se soucier des autres.
Le poème que récitent Alexandre et Névé dans Noirs désirs est extrait de « Mon rêve familier » de Paul Verlaine, qui figure dans le recueil Poèmes saturniens.

## Albums
1. Bleu regard (septembre 1991)
2. Vert Solèy (septembre 1992)
3. Rouge passion (décembre 1994)
4. Blanc Népal (janvier 1996)
5. Noirs Désirs (mai 1997)

Édition intégrale (octobre 1998)  (ISBN 2723426343)

## Publication
- Glénat, collection « Grafica » : tomes 1 à 5 et intégrale (première édition des tomes 1 à 5 et intégrale).